# Stanislas Solaux
Stanislas Solaux est un joueur français de hockey sur glace, né le 4 décembre 1975 à Saint-Saulve en France.

## Carrière de joueur
La saison 2000-2001 est la plus faste pour Stanislas Solaux, en effet les Orques d'Anglet alors entraînés par l'espagnol Karlos Gordovil se qualifient en finale de la Ligue Magnus après avoir éliminé les Ducs d'Angers en quart de finale 3 victoires à 0 puis les Flammes bleues de Reims champion de France en titre en demi-finale  3 victoires à 2.
Les Orques d'Anglet s'inclinent en finale face aux Dragons de Rouen en trois manches.
Stanislas Solaux dispute aussi avec Anglet la finale de Coupe de France en 2003 qui a lieu à Annecy.
Les Orques s’inclinent face aux Ours de Villard-de-Lans au terme de la séance de fusillade.

## Statistiques
Pour les significations des abréviations, voir Statistiques du hockey sur glace.

### En club
| Saison  | Équipe            | Ligue        |    | Saison régulière | Saison régulière | Saison régulière | Saison régulière | Saison régulière |   | Séries éliminatoires | Séries éliminatoires | Séries éliminatoires | Séries éliminatoires | Séries éliminatoires |
| Saison  | Équipe            | Ligue        | PJ | B                | A                | Pts              | Pun              | PJ               | B | A                    | Pts                  | Pun                  |                      |                      |
| 1996-97 | Dauphins d'Épinal | Ligue Magnus | 31 | 20               | 14               | 34               | 42               | 5                | 3 | 5                    | 8                    | 4                    |                      |                      |
| 2003-04 | Orques d'Anglet   | Ligue Magnus | 17 | 9                | 5                | 14               | 26               | 8                | 1 | 1                    | 2                    | 12                   |                      |                      |
| 2004-05 | Orques d'Anglet   | Ligue Magnus | 22 | 9                | 11               | 20               | 47               | 6                | 0 | 0                    | 0                    | 18                   |                      |                      |
| 2005-06 | Orques d'Anglet   | Ligue Magnus | 24 | 8                | 5                | 13               | 20               |                  |   |                      |                      |                      |                      |                      |
| 2006-07 | Orques d'Anglet   | Ligue Magnus | 1  | 0                | 0                | 0                | 2                |                  |   |                      |                      |                      |                      |                      |